# 森特鎮區 (密蘇里州戴德縣)
森特鎮區（英語：Center Township）是位於美國密蘇里州戴德縣的一個行政鎮區。

## 地方資料
森特鎮區的面積為112.49平方千米，當中陸地面積為110.99平方千米，而水域面積為1.50平方千米。根據2020年美國人口普查的數據，當地共有人口1,922人，而人口密度為每平方千米17.09人。